# Полеводство (посёлок)
Полево́дство — посёлок в составе муниципального образования «город Екатеринбург» Свердловской области России, подчинён Чкаловскому району города Екатеринбурга. Площадь поселка составляет 0,986 кв.км.

## География
Посёлок расположен на открытом участке в равнинной, лесистой местности к востоку от Срединного Уральского хребта Среднего Урала, находится в нескольких километрах к югу от областного центра города Екатеринбурга. К востоку от посёлка проходят Полевской тракт и железнодорожная линия Екатеринбург — Полевской, на севере посёлка проходит южная объездная железнодорожная ветка Екатеринбурга, к северо-востоку находится их пересечение. Расстояние до бывшего центра сельсовета поселения Горный Щит — 5 км, в 4 км к востоку от посёлка находится ближайшая железнодорожная станция — станция Сысерти. Ближайшие населённые пункты — крупный посёлок Горный Щит, посёлок Зелёный Бор, посёлок Сысерть.

## История
Посёлок входил в состав Горнощитского сельсовета (Чкаловского района г. Свердловска, затем Екатеринбурга). С 27 июня 2006 года установлена граница территории, на которой осуществляется территориальное общественное самоуправление.

## Инфраструктура
В посёлке Полеводство нет культурных, медицинских, образовательных и спортивных учреждений, развлекательных заведений, нет администрации, пожарной части и полицейского участка, нет отделений почты и банка, однако много учреждений торговли: торговые центры, оптовые склады-магазины и базы, в частности располагается большой оптовый торговый комплекс «Колхозный двор»; работают автосервисы, столовые и кафе, а также много пунктов бытовых услуг. Из объектов социальной сферы присутствуют только детский центр развития «Гамаюн» и спортивная площадка, остальные объекты инфраструктуры находятся в соседних населённых пунктах.

## Транспорт
Добраться до посёлка можно из Екатеринбурга на пригородном автобусе и на городских автобусных маршрутах № 9 и 11 либо можно доехать на городских такси или личным автотранспортом. Также можно доехать на электричке из Екатеринбурга или города Полевского до станции Сысерти в одноимённом посёлке, находящемся вплотную к Полеводству через Полевской тракт, и дойти пешком.

## Население
| 2002 | 2009 | 2010 | 2021  |
| ---- | ---- | ---- | ----- |
| 719  | ↗819 | ↗920 | ↗1230 |

По переписи 2010 года в посёлке проживало 920 человек, в том числе 414 мужчин и 506 женщин. Преобладающая национальность (на 2002 год) — русские (79 %).